# دورنهان
شهر دورنهان در ایالت بادن-وورتمبرگ در کشور آلمان واقع شده است.